# M/S Hamnen
M/S Hamnen är ett inspektions- och representationsfartyg, som ägs av Göteborgs hamn. Hom byggdes 1979 av Smögens Plåt & Svetsindustri.
Ett byte av dieselmotorn till elmotor på Ö-varvet i Öckerö planerades i februari 2023.